# Eublemma acarodes
Eublemma acarodes  là một loài bướm đêm trong họ Erebidae.